# Neurocalyx zeylanicus
Neurocalyx zeylanicus är en måreväxtart som beskrevs av William Jackson Hooker. Neurocalyx zeylanicus ingår i släktet Neurocalyx och familjen måreväxter. Inga underarter finns listade i Catalogue of Life.